# Gainneville
Gainneville est une commune française située dans le département de la Seine-Maritime en région Normandie.

## Géographie

### Description
Cette commune est située sur la rive droite de la Seine, à une douzaine de kilomètres du Havre, et à proximité de Montivilliers.
La gare de Saint-Laurent - Gainneville, située à proximité de la commune, est desservi par des trains TER Normandie assurant les relations : Rouen – Yvetot – Le Havre.

### Communes limitrophes
| Saint-Martin-du-Manoir |             | Saint-Laurent-de-Brèvedent |
| Gonfreville-l'Orcher   | Gainneville | Saint-Aubin-Routot         |
|                        |             | Rogerville                 |

### Hydrographie
La commune est située dans le bassin Seine-Normandie. Elle est drainée par la rivière de Saint-Laurent,.

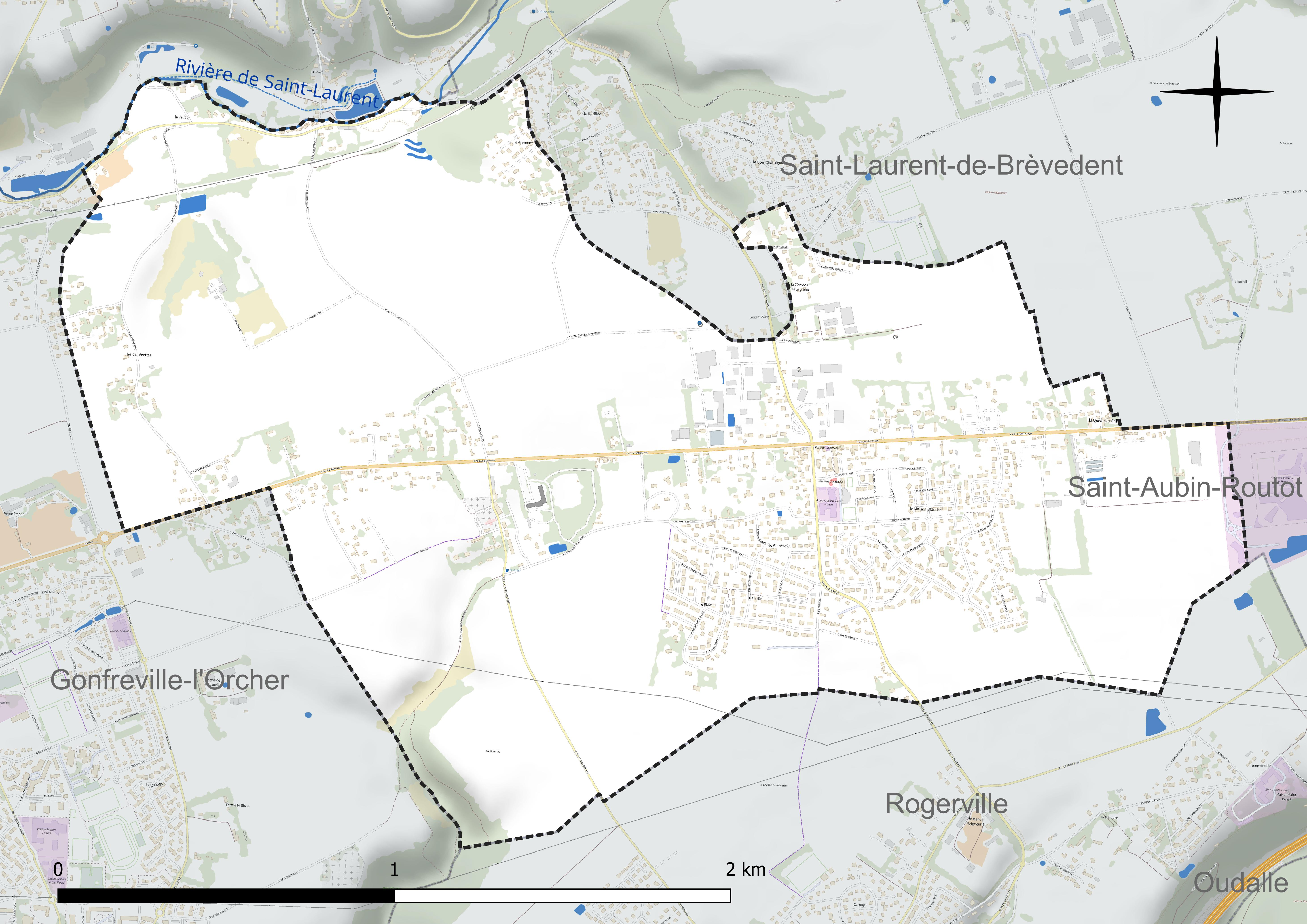
Réseau hydrographique de Gainneville.

### Climat
Pour des articles plus généraux, voir Climat de la Normandie et Climat de la Seine-Maritime.
En 2010, le climat de la commune est de type climat océanique franc, selon une étude du CNRS s'appuyant sur une série de données couvrant la période 1971-2000. En 2020, Météo-France publie une typologie des climats de la France métropolitaine dans laquelle la commune est exposée à un climat océanique et est dans la région climatique Côtes de la Manche orientale, caractérisée par un faible ensoleillement (1 550 h/an) ; forte humidité de l’air (plus de 20 h/jour avec humidité relative > 80 % en hiver), vents forts fréquents. Parallèlement le GIEC normand, un groupe régional d’experts sur le climat, différencie quant à lui, dans une étude de 2020, trois grands types de climats pour la région Normandie, nuancés à une échelle plus fine par les facteurs géographiques locaux. La commune est, selon ce zonage, exposée à un « climat maritime », correspondant au Pays de Caux, frais, humide et pluvieux, légèrement plus frais que dans le Cotentin.
Pour la période 1971-2000, la température annuelle moyenne est de 10,5 °C, avec une amplitude thermique annuelle de 12,7 °C. Le cumul annuel moyen de précipitations est de 902 mm, avec 12,8 jours de précipitations en janvier et 8,7 jours en juillet. Pour la période 1991-2020, la température moyenne annuelle observée sur la station météorologique la plus proche, située sur la commune de Octeville-sur-Mer à 11 km à vol d'oiseau, est de 11,5 °C et le cumul annuel moyen de précipitations est de 790,7 mm,. Pour l'avenir, les paramètres climatiques de la commune estimés pour 2050 selon différents scénarios d'émission de gaz à effet de serre sont consultables sur un site dédié publié par Météo-France en novembre 2022.

## Urbanisme

### Typologie
Au 1er janvier 2024, Gainneville est catégorisée ceinture urbaine, selon la nouvelle grille communale de densité à sept niveaux définie par l'Insee en 2022.
Elle appartient à l'unité urbaine du Havre, une agglomération intra-départementale regroupant 18  communes, dont elle est une commune de la banlieue,,. Par ailleurs la commune fait partie de l'aire d'attraction du Havre, dont elle est une commune de la couronne,. Cette aire, qui regroupe 116 communes, est catégorisée dans les aires de 200 000 à moins de 700 000 habitants,.

### Occupation des sols
L'occupation des sols de la commune, telle qu'elle ressort de la base de données européenne d’occupation biophysique des sols Corine Land Cover (CLC), est marquée par l'importance des territoires agricoles (65,3 % en 2018), en diminution par rapport à 1990 (74,2 %). La répartition détaillée en 2018 est la suivante : 
terres arables (55,1 %), zones urbanisées (31,1 %), prairies (10,3 %), zones industrielles ou commerciales et réseaux de communication (2,3 %), forêts (1,3 %). L'évolution de l’occupation des sols de la commune et de ses infrastructures peut être observée sur les différentes représentations cartographiques du territoire : la carte de Cassini (XVIIIe siècle), la carte d'état-major (1820-1866) et les cartes ou photos aériennes de l'IGN pour la période actuelle (1950 à aujourd'hui).

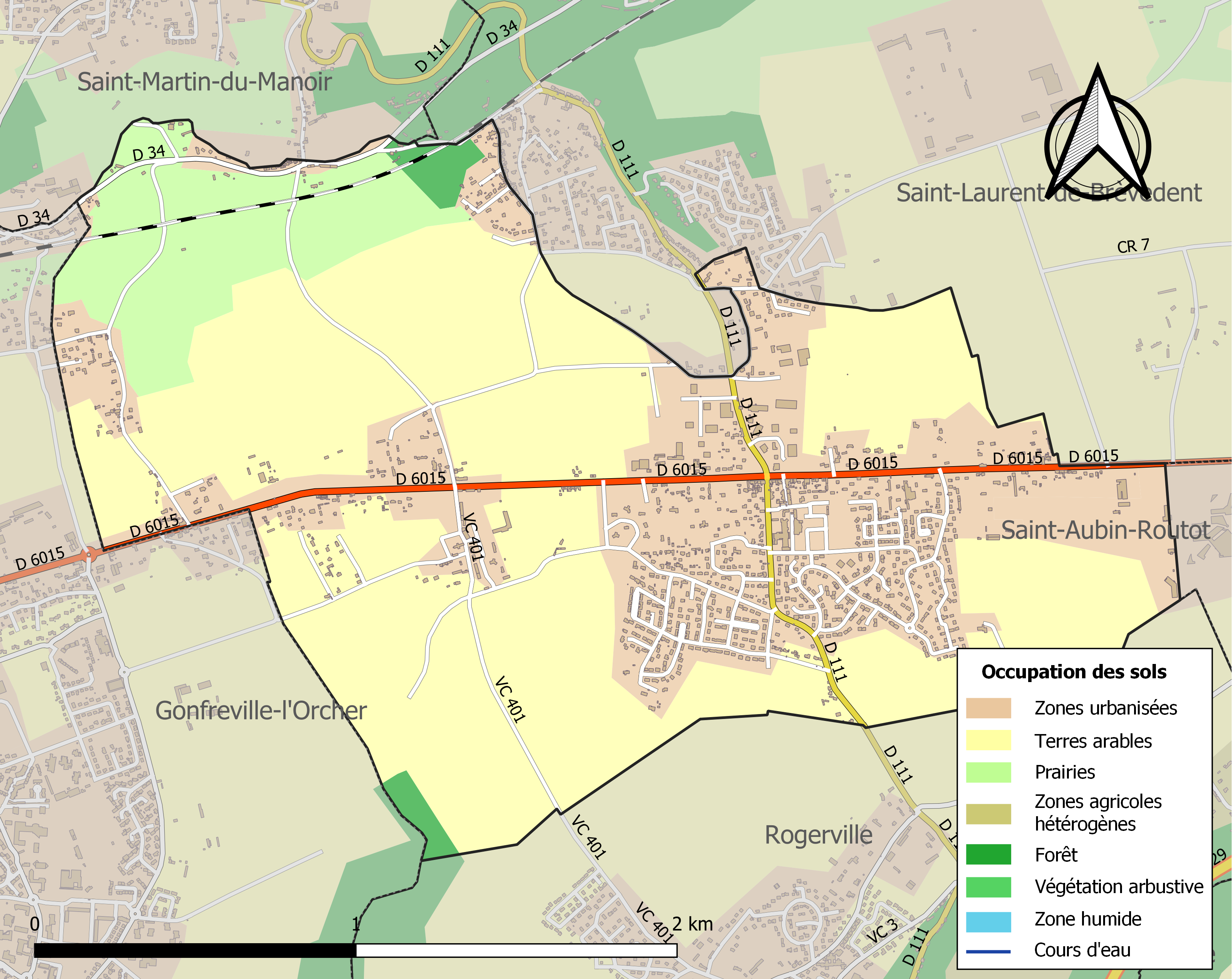
Carte des infrastructures et de l'occupation des sols de la commune en 2018 (CLC).

### Habitat et logement
En 2019, le nombre total de logements dans la commune était de 995, alors qu'il était de 962 en 2014 et de 917 en 2009.
Parmi ces logements, 97,1 % étaient des résidences principales, 0,4 % des résidences secondaires et 2,5 % des logements vacants. Ces logements étaient pour 92,5 % d'entre eux des maisons individuelles et pour 7,3 % des appartements.
Le tableau ci-dessous présente la typologie des logements à Gainneville en 2019 en comparaison avec celle de la Seine-Maritime et de la France entière. Une caractéristique marquante du parc de logements est ainsi une proportion de résidences secondaires et logements occasionnels (0,4 %) inférieure à celle du département (4 %) mais supérieure à celle de la France entière (9,7 %). Concernant le statut d'occupation de ces logements, 82,5 % des habitants de la commune sont propriétaires de leur logement (84,1 % en 2014), contre 53 % pour la Seine-Maritime et 57,5 pour la France entière.
| Typologie                                               | Gainneville | Seine-Maritime | France entière |
| ------------------------------------------------------- | ----------- | -------------- | -------------- |
| Résidences principales (en %)                           | 97,1        | 87,8           | 82,1           |
| Résidences secondaires et logements occasionnels (en %) | 0,4         | 4              | 9,7            |
| Logements vacants (en %)                                | 2,5         | 8,2            | 8,2            |

## Toponymie
Le nom de la localité est attesté sous les formes Apud Guenesville entre 1177 et 1189; apud Genevillam vers 1210; Guenevilla vers 1240; Guenevilla en 1337; Gueneville en 1431 (Longnon) et en 1319; Saint Pierre de Guenneville sur Harfleur en 1362 et 1365; Guayneville en 1413; Guesneville en 1421; Guesneville en 1451 et 1453; Saint Pierre de Gayneville près Harfleur en 1487; Gayneville en 1492; Guenevilla en 1501; Genesville en 1503; Saint Pierre de Gaineville en 1535; de Gainneville et de Gayneville en 1545; Saint Pierre de Gayneville en 1602; Saint Pierre de Gaineville en 1673; Gaineville en 1685; les saints Pierre et Paul de Gaineville en 1713; Guesneville au XVIIIe siècle; Gaineville en 1704; Guesneville en 1738 (Pouillé); Gaineville ou Guesneville en 1788.

## Histoire
Lors de la guerre franco-allemande de 1870, le 10 janvier 1871, un détachement prussien, composé d'une compagnie montée sur des voitures, d'un escadron et de deux canons, sous les ordres du capitaine de Kczewski, du 5e régiment d'infanterie prussien, effectue une reconnaissance dans le village où il se heurte à la 4e compagnie du 2e bataillon de la légion de Rouen sous les ordres du capitaine Lecerf, qui s'y trouvait de grand'garde[réf. nécessaire].

## Politique et administration

### Rattachements administratifs et électoraux

#### Rattachements administratifs
La commune se trouve dans l'arrondissement du Havre du département de la Seine-Maritime.
Elle faisait partie de 1801 à 1982 du canton de Montivilliers, année où elle intègle le canton de Gonfreville-l'Orcher. Dans le cadre du redécoupage cantonal de 2014 en France, cette circonscription administrative territoriale a disparu, et le canton n'est plus qu'une circonscription électorale.

#### Rattachements électoraux
Pour les élections départementales, la commune fait partie depuis 2014 du canton du Havre-3
Pour l'élection des députés, elle fait partie de la huitième circonscription de la Seine-Maritime.

### Intercommunalité
Gainneville était membre de la communauté de l'agglomération havraise (CODAH), un établissement public de coopération intercommunale (EPCI) à fiscalité propre créé fin 2000 et auquel la commune avait transféré un certain nombre de ses compétences, dans les conditions déterminées par le code général des collectivités territoriales.
Dans le cadre de l'approfondissement de la coopération intercommunale prévu par la loi portant nouvelle organisation territoriale de la République (Loi NOTRe) du 7 août 2015, le projet de nouveau schéma départemental de coopération intercommunale présenté par le préfet de Seine-Maritime le 2 octobre 2015 prévoit à nouveau la fusion de la « communauté d’agglomération havraise (236 997 habitants) et de la communauté de communes du canton de Criquetot-l'Esneval (16 394 habitants) », ces intercommunalités ainsi que la  communauté de communes Caux Estuaire ont fusionné pour former, le 1er janvier 2019, la communauté urbaine dénommée Le Havre Seine Métropole dont est désormais membre la commune,,,.

### Liste des maires
| Période                                  | Période                       | Identité        | Étiquette | Qualité                                        |
| ---------------------------------------- | ----------------------------- | --------------- | --------- | ---------------------------------------------- |
| Les données manquantes sont à compléter. |                               |                 |           |                                                |
| 1936                                     |                               | Pimont          |           |                                                |
| Les données manquantes sont à compléter. |                               |                 |           |                                                |
| mars 1959                                | mars 1977                     | René Malo       |           | Maraîcher                                      |
| mars 1977                                | juin 1995                     | Pierre Quoniam  | PCF       | Docker retraité                                |
| juin 1995                                | mars 2008                     | Didier Leriche  | PCF       |                                                |
| mars 2008                                | mai 2020                      | Hubert Bénard   | PG / LFI  | Éducateur spécialisé retraité                  |
| mai 2020 ,                               | En cours (au 14 octobre 2022) | Martial Galopin |           | Cadre territorial, chargé de TD à l'université |

## Équipements et services publics

### Enseignement
Les enfants de la commune sont scolarisés au groupe scolaire maternel et primaire Louis-Aragon, doté d'une restauration scolaire et d'un accueil périscolaire.

### Santé
Gaineville disposera d'un pôle de santé, implanté dans les locaux de l'ancien magasin Leader Price et aisément accessible.

### Équipements sportifs
La commune a racheté en 2019 l'ancien centre d’entrainement du club sportif Havre AC. Sous-employé, la nouvelle municipalité souhaite qu’il soit revendu.

### Justice, sécurité, secours et défense
Depuis 2004, Gainneville dispose d'une brigade intercommunale de gardes champêtres territoriaux issue de la Loi "Démocratie de proximité". Cette structure est la première à avoir vu le jour[réf. nécessaire] à la suite d'une concertation entre les communes de Gainneville, Rogerville, Saint-Laurent-de-Brèvedent et Saint-Martin-du-Manoir au sein d'un EPCI, le Syndicat Intercommunal des Vallées du Havre-Est (SIVHE).
Depuis la sortie de Rogerville au début de 2022, Saint-Vigor d'Ymonville a rejoint la même année le dispositif.

## Démographie
L'évolution du nombre d'habitants est connue à travers les recensements de la population effectués dans la commune depuis 1793. Pour les communes de moins de 10 000 habitants, une enquête de recensement portant sur toute la population est réalisée tous les cinq ans, les populations de référence des années intermédiaires étant quant à elles estimées par interpolation ou extrapolation. Pour la commune, le premier recensement exhaustif entrant dans le cadre du nouveau dispositif a été réalisé en 2007.

En 2022, la commune comptait 2 529 habitants, en évolution de −2,43 % par rapport à 2016 (Seine-Maritime : +0,35 %, France hors Mayotte : +2,11 %).
| 1793 | 1800 | 1806 | 1821 | 1831 | 1836 | 1841 | 1846 | 1851 |
| ---- | ---- | ---- | ---- | ---- | ---- | ---- | ---- | ---- |
| 522  | 500  | 587  | 545  | 612  | 601  | 626  | 611  | 633  |

| 1856 | 1861 | 1866 | 1872 | 1876 | 1881 | 1886 | 1891 | 1896 |
| ---- | ---- | ---- | ---- | ---- | ---- | ---- | ---- | ---- |
| 595  | 626  | 643  | 539  | 561  | 560  | 616  | 607  | 630  |

| 1901 | 1906 | 1911 | 1921 | 1926 | 1931 | 1936 | 1946 | 1954 |
| ---- | ---- | ---- | ---- | ---- | ---- | ---- | ---- | ---- |
| 632  | 621  | 614  | 654  | 688  | 709  | 674  | 972  | 949  |

| 1962 | 1968  | 1975  | 1982  | 1990  | 1999  | 2006  | 2007  | 2012  |
| ---- | ----- | ----- | ----- | ----- | ----- | ----- | ----- | ----- |
| 988  | 1 070 | 1 154 | 1 589 | 2 219 | 2 370 | 2 580 | 2 612 | 2 676 |

| 2017  | 2022  | - | - | - | - | - | - | - |
| ----- | ----- | - | - | - | - | - | - | - |
| 2 582 | 2 529 | - | - | - | - | - | - | - |

## Culture locale et patrimoine

### Lieux et monuments

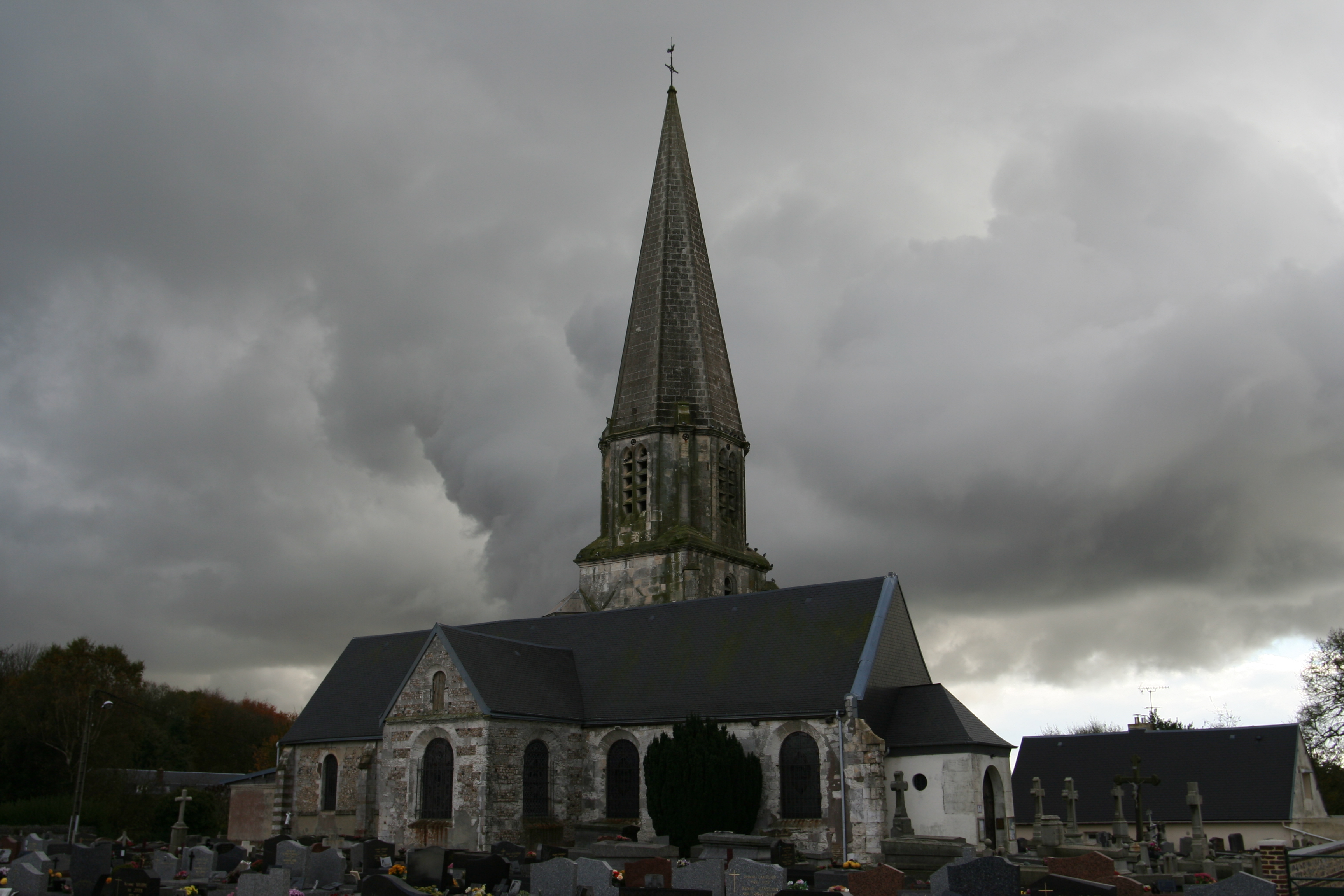
L'église.
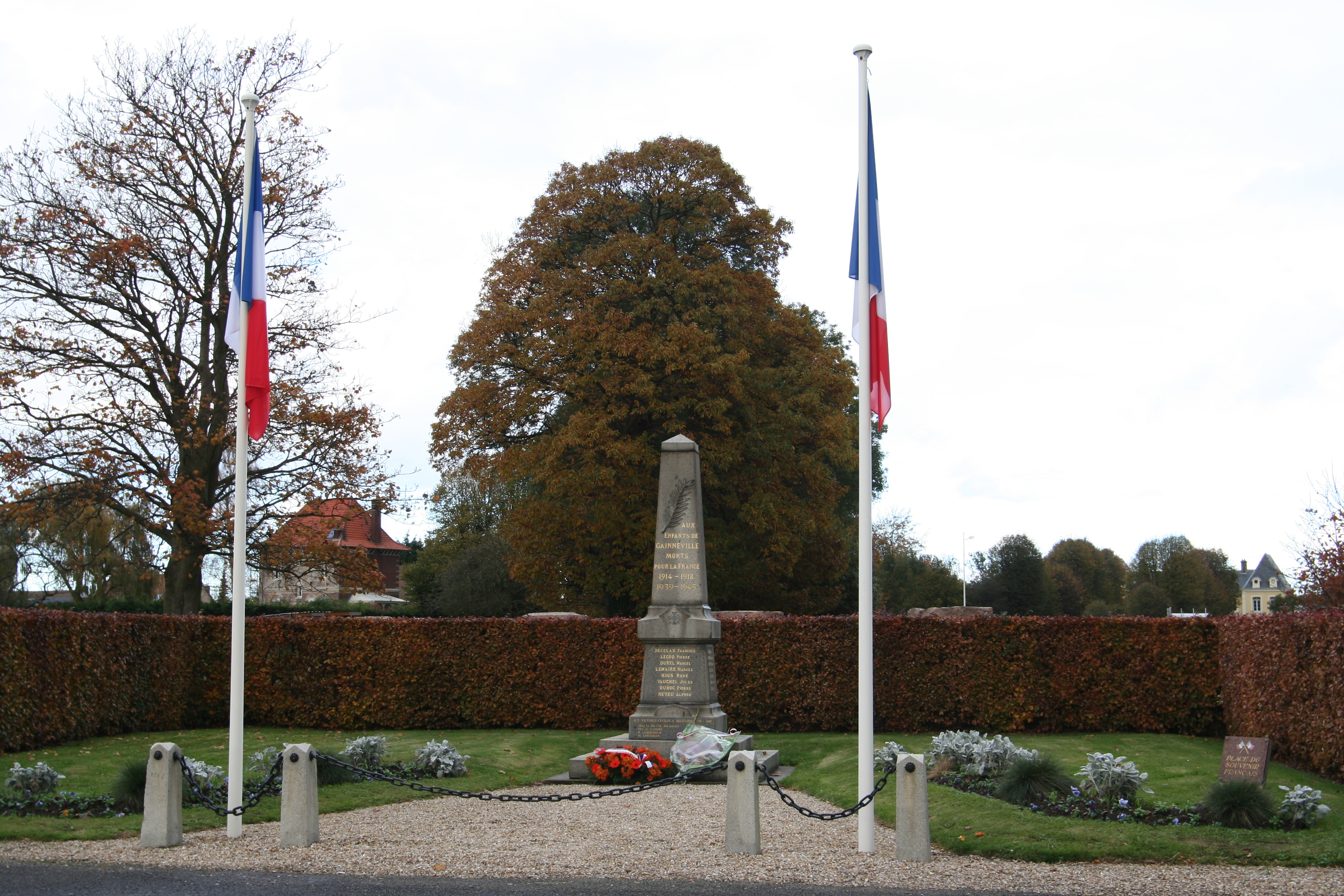
Le monument aux morts.
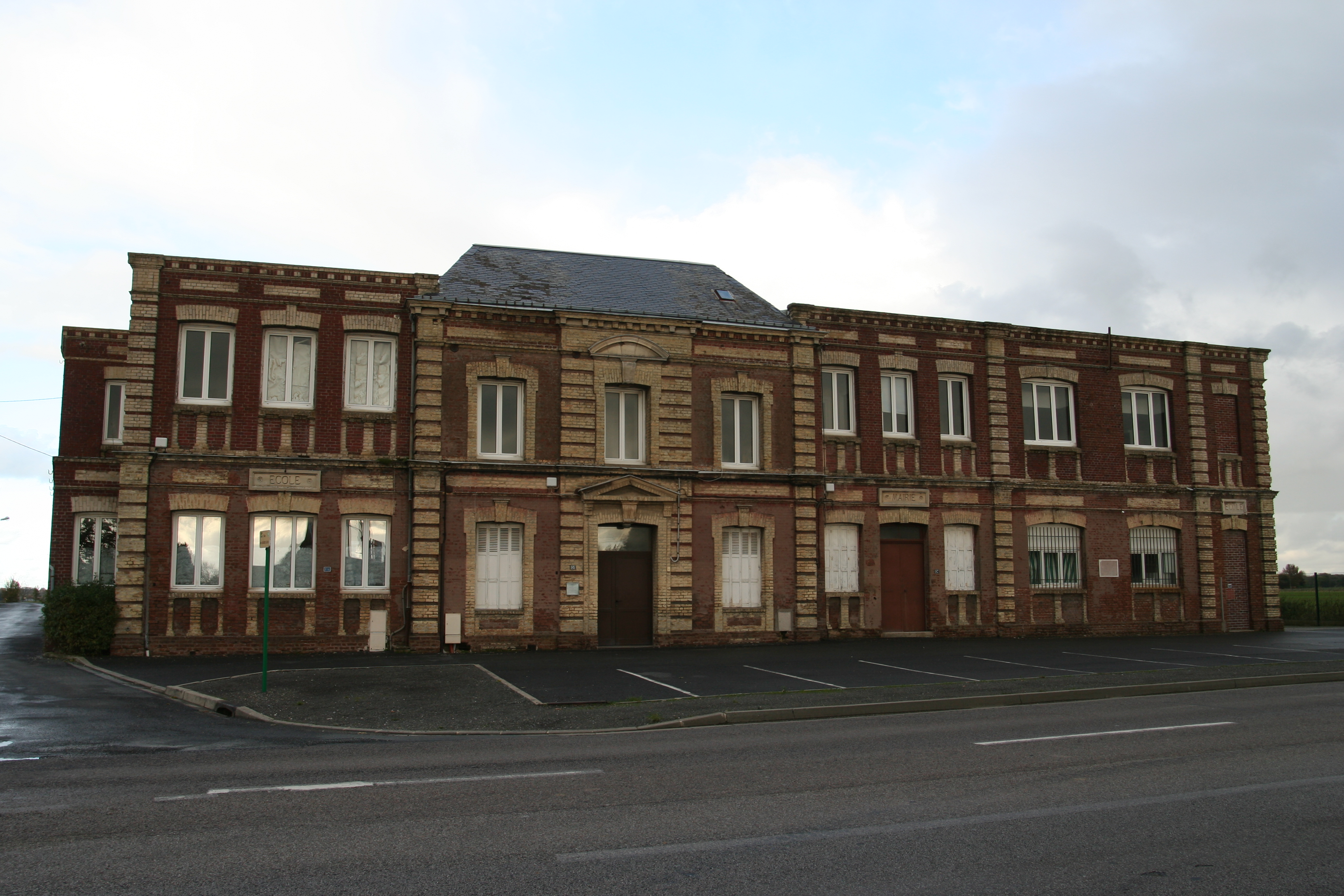
L'ancienne mairie-école.

### Personnalités liées à la commune
Le footballeur professionnel Anthony Le Tallec (formé au Havre AC) et évoluant actuellement[C'est-à-dire ?] pour le club du VAFC (Ligue 1) ainsi que son frère Damien (également footballeur professionnel évoluant actuellement dans le championnat de Russie), sont originaires de Gainneville.